# John Whiteley
Pour les articles homonymes, voir Whiteley.
John Percival Whiteley, né le 7 janvier 1898 et mort à Gibraltar le 4 juillet 1943, est un homme politique britannique.

## Biographie
Candidat malheureux pour le Parti conservateur dans la circonscription du quartier d'Aston de Birmingham aux élections législatives de 1929, il est élu député de la circonscription de Buckingam à l'occasion d'une élection partielle en juin 1937.
Membre de la réserve militaire dans le civil, et engagé dans le Régiment royal d'artillerie pour la Seconde Guerre mondiale, il participe à la bataille de France. Il est fait officier de l'ordre de l'Empire britannique durant son service, et promu brigadier. Il est ensuite fait conseiller auprès du vice-roi des Indes durant la guerre,.

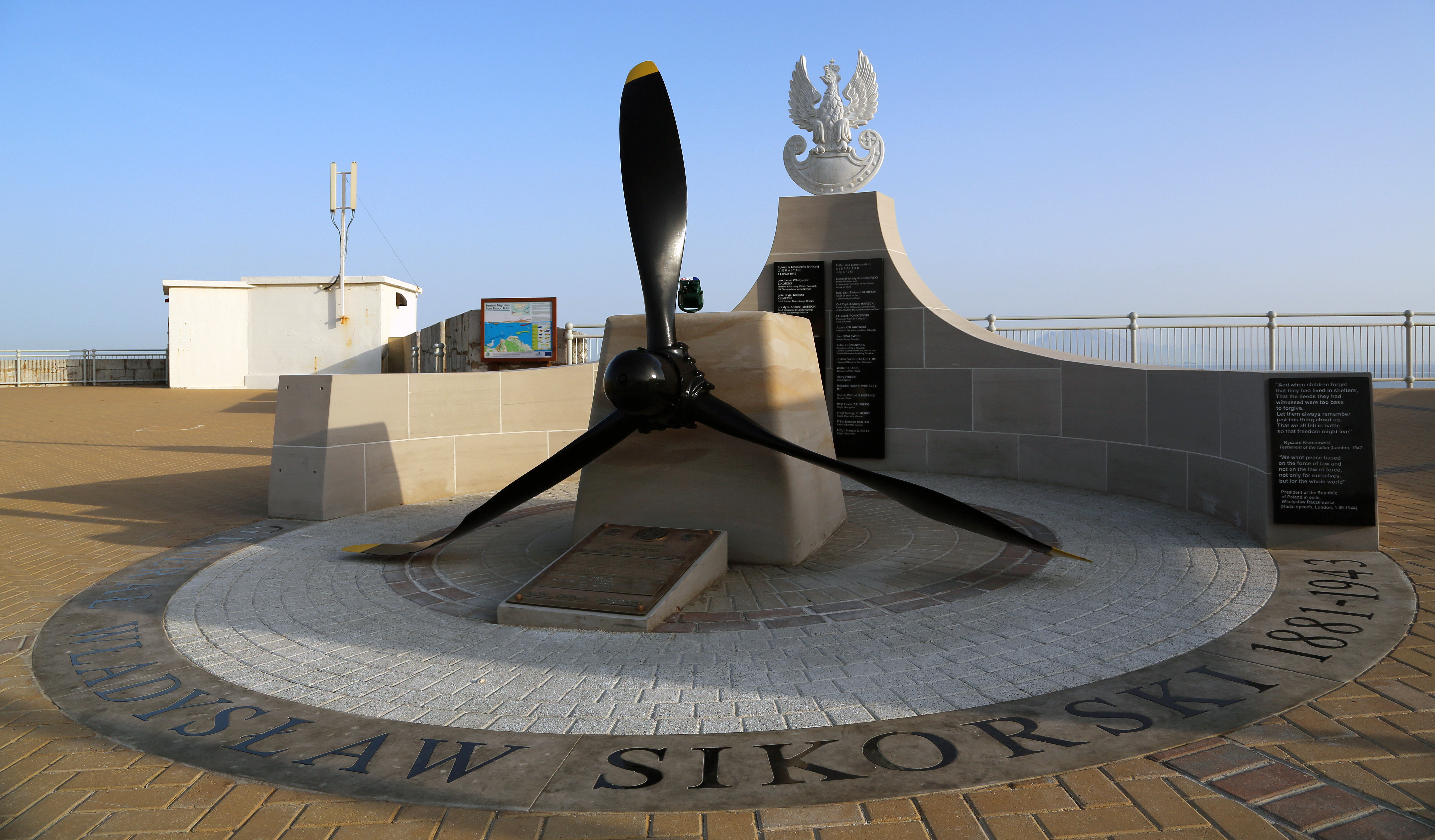
Les noms de John Whiteley et des autres victimes de l'accident sont inscrits sur ce mémorial au général Sikorski à Gibraltar.

En juillet 1943 il prend place à bord d'un avion Consolidated B-24 Liberator à Gibraltar, qui ramène notamment à Londres le général Władysław Sikorski, chef des forces armées polonaises et chef du gouvernement polonais en exil, membre des forces alliées. L'avion subit une panne et s'écrase en mer juste après le décollage. Quinze des seize personnes à bord sont tuées, dont John Whiteley, le général Sikorski, et le député britannique Victor Cazalet, officier de liaison et conseiller de ce dernier. Seul le pilote, le capitaine tchèque Eduard Prchal, survit à l'accident,.
John Whiteley est inhumé à Gibraltar. De même que Victor Cazalet, il est l'un des cinquante-six parlementaires britanniques morts à la Seconde Guerre mondiale et commémorés par un vitrail au palais de Westminster,.